# Dänischer Fußballpokal 1975/76
Der Dänische Fußballpokal 1975/76 war die 22. Austragung des dänischen Pokalwettbewerbs der Männer. Er wurde vom dänischen Fußballverband ausgetragen. Das Finale fand traditionell am Himmelfahrtstag (27. Mai 1976) im Københavns Idrætspark von Kopenhagen statt. Pokalsieger wurde Esbjerg fB, der sich im Finale gegen Holbæk B&I durchsetzte.
Alle Begegnungen wurden in einem Spiel ausgetragen. Bei unentschiedenem Ausgang wurde zur Ermittlung des Siegers eine Verlängerung gespielt. Stand danach kein Sieger fest, folgte ein Elfmeterschießen. Ab dem Halbfinale wurde bei einem Remis das Spiel wiederholt.

## 1. Runde
Es nahmen 48 Mannschaften von der dritten Klasse abwärts sowie acht Zweitligisten teil.
|                        | Ergebnis              |                          |
| ---------------------- | --------------------- | ------------------------ |
| B 1921 Nykøbing        | 2:2 n. V. (6:5 i. E.) | Ballerup IF              |
| B 47 Esbjerg           | 1:0                   | Tarp BK                  |
| Borup IF               | 0:7                   | Herfølge BK              |
| Brønderslev IF         | 1:5                   | B 1913 Odense            |
| Bække SF               | 1:5                   | Vejgaard BSK             |
| Dragør BK              | 0:4                   | Toksværd Olstrup Fodbold |
| Fjordager IF           | 1:4                   | Frederikshavn fI         |
| FIF Hillerød           | 2:3                   | Nakskov BK               |
| Glostrup IC            | 5:1                   | Brønshøj BK              |
| Helsingør IF           | 4:1                   | Rødby fB                 |
| Herlev IF              | 2:2 n. V. (3:1 i. E.) | Jyderup BK               |
| BK Hero                | 5:1                   | BK Union                 |
| Herstedøster IC        | 0:5                   | Vordingborg IF           |
| Kibæk IF               | 1:1 n. V. (2:4 i. E.) | Holstebro BK             |
| Lyngby BK              | 6:2                   | Korsør BK                |
| Middelfart G&BK        | 2:2 n. V. (3:1 i. E.) | Lumby IF                 |
| Nørre Alslev BK        | 2:4                   | Kastrup BK               |
| Krogsbølle-Roerslev FK | 1:2                   | Haderslev FK             |
| Rudkøbing BK           | 5:4                   | Mørke IF                 |
| BK Rødovre             | 1:0                   | Husum BK                 |
| Skovshoved IF          | 4:0                   | Klemensker IF            |
| Svendborg fB           | 5:1                   | Langtved SG&IF           |
| Sønderhald IF          | 1:4                   | Assens FC                |
| Thisted FC             | 1:3                   | Aalborg Freja            |
| BK Vebro               | 1:1 n. V. (6:7 i. E.) | Frederiksberg BK         |
| Viborg FF              | 3:1 n. V.             | Ikast FS                 |
| Vorup Frederiksberg BK | 2:1                   | Vivild IF                |
| IK Aalborg Chang       | 1:0                   | Støvring IF              |

## 2. Runde
Teilnehmer waren die 28 Sieger der ersten Runde, acht weitere Zweitligisten und vier Erstligisten.
|                          | Ergebnis              |                        |
| ------------------------ | --------------------- | ---------------------- |
| Assens FC                | 0:3                   | B 47 Esbjerg           |
| B 1913 Odense            | 1:3                   | Horsens fS             |
| B 1921 Nykøbing          | 3:2                   | Nakskov BK             |
| B.93 Kopenhagen          | 5:0                   | Skovshoved IF          |
| Frederiksberg BK         | 0:5                   | Herfølge BK            |
| Fremad Amager            | 6:2                   | Lyngby BK              |
| IF Hasle Fuglebakken     | 2:0                   | B 1909 Odense          |
| Haderslev FK             | 2:6                   | Aarhus GF              |
| Helsingør IF             | 3:1                   | BK Rødovre             |
| BK Hero                  | 2:1                   | Glostrup IC            |
| Ikast FS                 | 2:3                   | Esbjerg fB             |
| Kastrup BK               | 1:0                   | AB Gladsaxe            |
| Middelfart G&BK          | 2:4                   | Frederikshavn fI       |
| Odense BK                | 5:3                   | Holstebro BK           |
| Rudkøbing BK             | 4:4 n. V. (3:4 i. E.) | Vordingborg IF         |
| Silkeborg IF             | 3:4                   | Aalborg Freja          |
| Svendborg fB             | 3:0                   | Herlev IF              |
| Toksværd Olstrup Fodbold | 0:2                   | Hvidovre IF            |
| Aabenraa BK              | 3:1                   | Vejgaard BSK           |
| IK Aalborg Chang         | 1:0                   | Vorup Frederiksberg BK |

## 3. Runde
Teilnehmer: Die 20 Sieger der zweiten Runde und zwölf weitere Vereine aus der 1. Division 1975.
|                      | Ergebnis  |                      |
| -------------------- | --------- | -------------------- |
| Aarhus GF            | 3:0       | Svendborg fB         |
| B 1903 Kopenhagen    | 4:0       | Horsens fS           |
| B 47 Esbjerg         | 3:1       | B 1921 Nykøbing      |
| Esbjerg fB           | 2:2       | B 1901 Nykøbing      |
| Frederikshavn fI     | 3:1 n. V. | Køge BK              |
| IF Hasle Fuglebakken | 2:0       | B.93 Kopenhagen      |
| Helsingør IF         | 0:1       | BK Frem Kopenhagen   |
| Holbæk B&I           | 3:0       | Aalborg Freja        |
| Hvidovre IF          | 5:2       | BK Hero              |
| Odense BK            | 8:5 n. V. | Fremad Amager        |
| Vanløse IF           | 5:3 n. V. | Slagelse B&I         |
| Vejle BK             | 4:2       | Randers SK Freja     |
| Vordingborg IF       | 2:8       | Næstved IF           |
| Aalborg BK           | 2:0       | Herfølge BK          |
| Aabenraa BK          | 1:2       | Kastrup BK           |
| IK Aalborg Chang     | 0:2       | Kjøbenhavns Boldklub |

## 4. Runde
Teilnehmer: Die 16 Sieger der dritten Runde.
|                      | Ergebnis |                      |
| -------------------- | -------- | -------------------- |
| B 1903 Kopenhagen    | 1:2      | Næstved IF           |
| B 47 Esbjerg         | 0:4      | Frederikshavn fI     |
| BK Frem Kopenhagen   | 1:2      | Esbjerg fB           |
| Holbæk B&I           | 4:1      | Aarhus GF            |
| Kastrup BK           | 2:1      | Vanløse IF           |
| Kjøbenhavns Boldklub | 6:1      | IF Hasle Fuglebakken |
| Odense BK            | 2:0      | Hvidovre IF          |
| Aalborg BK           | 0:2      | Vejle BK             |

## Viertelfinale
|                  | Ergebnis              |                      |
| ---------------- | --------------------- | -------------------- |
| Frederikshavn fI | 4:1 n. V.             | Kjøbenhavns Boldklub |
| Odense BK        | 0:2                   | Holbæk B&I           |
| Kastrup BK       | 3:1                   | Næstved IF           |
| Vejle BK         | 3:3 n. V. (0:3 i. E.) | Esbjerg fB           |

## Halbfinale
|            | Ergebnis |                  |
| ---------- | -------- | ---------------- |
| Esbjerg fB | 1:0      | Frederikshavn fI |
| Kastrup BK | 0:2      | Holbæk B&I       |

## Finale
| Paarung        | Esbjerg fB – Holbæk B&I |
| Ergebnis       | 2:1 (2:1) |
| Datum          | 27. Mai 1976 |
| Stadion        | Københavns Idrætspark, Kopenhagen |
| Zuschauer      | 23.550 |
| Schiedsrichter | Henning Lund-Sørensen |
| Tore           | 1:0 Flemming Iversen (10.) 1:1 Jørgen Jørgensen (35., Elfmeter) 2:1 Kristian Østergaard (40.) |
| Esbjerg fB     | Ole Kjær – Viggo Kristensen, Svend Aage Clausen, Bert Hansen, Erik Brock Petersen – Jens Jørn Bertelsen, Torben Luxhøj, Søren Fisker (65. Kim Ilsøe) – Hans Aage Nielsen, Kristian Østergaard, Flemming Iversen Cheftrainer: Egon Jensen |
| Holbæk B&I     | Benno Larsen – Henning Brøckmann, Hans E. Poulsen, Niels Tune Hansen, Finn M. Jensen – Jens Johansen, Palle Krath, Jørgen Jørgensen – Leif Petersen, Atli Hedinsson, Søren Lindsted (55. Allan Hansen) Cheftrainer: Bosse Håkansson      |